# Station Bellenaves
Station Bellenaves is een spoorwegstation in de Franse gemeente Bellenaves.